# Small World

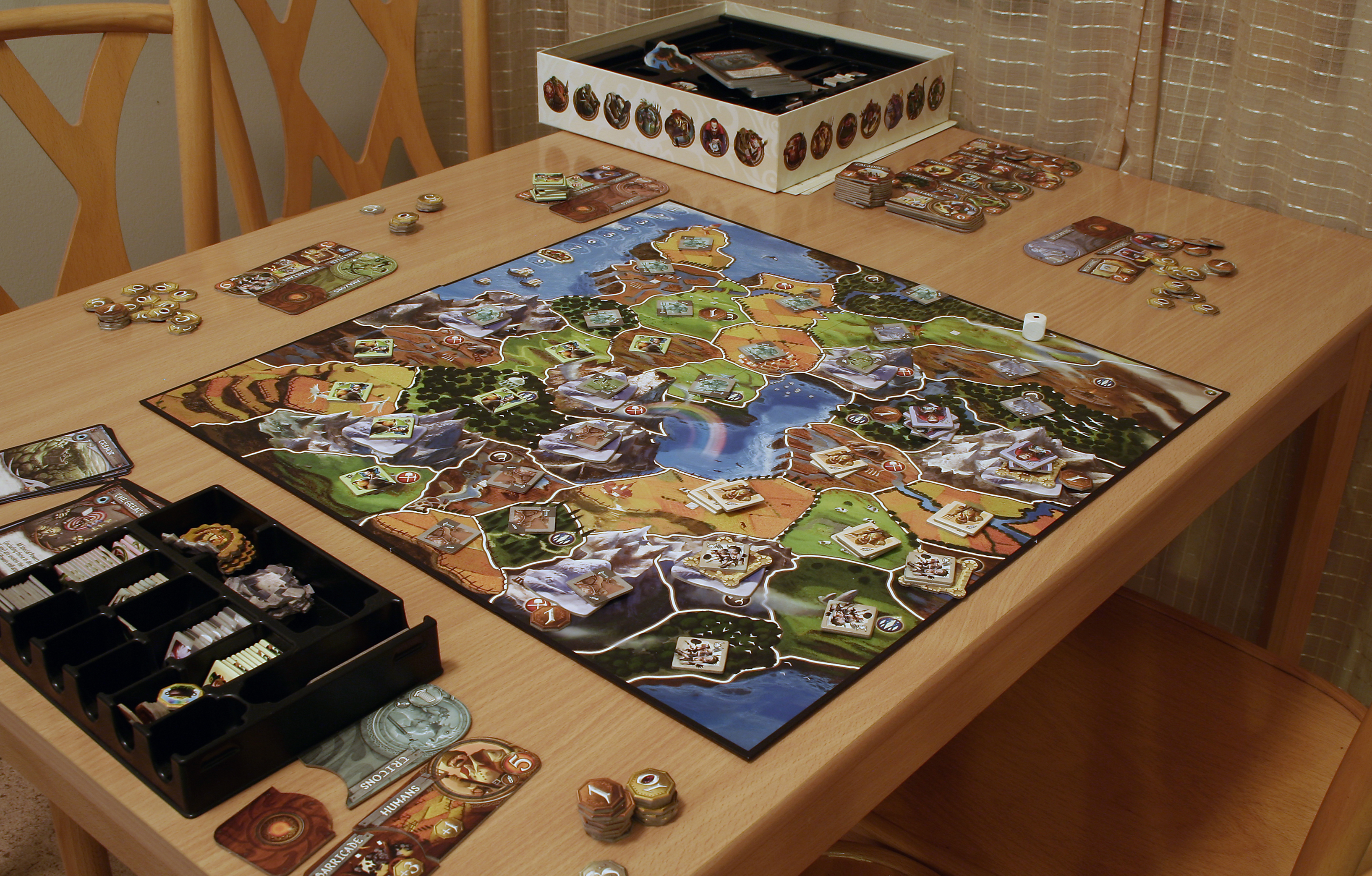
Small World wraz z żetonami.

Small World – strategiczna gra planszowa zaprojektowana przez Phillippe'a Kayaertsa. Pierwszy raz wydana została w 2009 roku przez Days of Wonder. Polska edycja została wydana przez wydawnictwo Rebel. W 2010 roku otrzymała tytuł Najlepszej Nowej Gry (Best New Game of 2010) w plebiscycie magazynu GAMES.

## Zasady gry
Gra jest wyposażona w 4 różne plansze. Wybór odpowiedniej uwarunkowany jest liczbą graczy - od 2 do 5 - i gwarantuje, że poziom trudności rozgrywki jest taki sam dla każdej liczby osób.
Gra zaczyna się od wyboru przez wszystkich graczy jednej z kilku dostępnych ras, które tworzone są losowo. Każda z nich składa się z dwóch części - Sztandaru opisującego rasę (np. „Szczuroludzie”, „Szkielety”, „Amazonki”) i Odznaki opisującej dodatkowe zdolności (np. „Uduchowione”, „Konne”, „Władcy smoków”). Numery nadrukowane na poszczególnych częściach w sumie dają nam liczbę żetonów rasy, które możemy wykorzystać w grze.
Kolejnym etapem gry jest zajmowanie terenów za pomocą żetonów ras. Aby to zrobić należy na danym terytorium umieścić żetony. Ich liczba zależy od lokalizacji obszaru, numeru broniących go żetonów (góry, Ginące Plemiona, żetony innych ras itd.) i specjalnych zdolnościach rasy gracza. Jeśli gracz umieści wymaganą liczbę żetonów rasy przejęcie terytorium jest gwarantowane, w innym przypadku ruch jest nielegalny. W tym wypadku można rzucić sześcienną kostką (trzy 0, 1, 2 i 3 oczka) jako prośbę o posiłki. Liczba wyrzuconych oczek odpowiada liczbie „dodatkowych” żetonów i warunkuje, czy udało się podbić dany teren czy nie. Jeśli to się nie uda żetony wracają do ręki gracza, który nie może ich już wykorzystać w tej turze. Kiedy żetony rasy przeciwnika zostają pokonane, jeden z nich zostaje usunięty z planszy a reszta wraca do ręki gracza. Pod koniec każdej z tur gracze otrzymują punkty zwycięstwa naliczone na podstawie liczby posiadanych terenów i umiejętności posiadanych przez ich rasy.
Liczba żetonów ras jest zazwyczaj stała i może jedynie się zmniejszać lecz w końcu dojdzie do punktu, kiedy nie można podbić większej liczby terytoriów. Wtedy gracz może zadecydować o wymarciu rasy i wybrać sobie nową. Wtedy może grać dalej a żetony poprzedniej rasy pozostają na planszy. Nie można ich przesuwać ale wciąż zbierają punkty za zajęte terytoria.
Gra kończy się w momencie, kiedy zostanie rozegrana narzucona z góry liczba tur. Wtedy gracz z największa liczbą punktów zwycięstwa wygrywa.

## Rasy
- Amazonki – Do podbojów możesz użyć dodatkowo czterech żetonów.
- Czarnoksiężnicy – Raz na turę możesz podbić po jednym regionie każdego innego gracza bronionym przez pojedynczy żeton jego aktywnej rasy używając dodatkowo żetonu Czarnoksiężnika z zasobnika.
- Czarodzieje – Na koniec tury zdobywasz dodatkowo 1 monetę zwycięstwa za każdy magiczny region, jaki zajmujesz.
- Elfy – Zachowujesz wszystkie wycofane oddziały i na koniec tury aktywnego gracza rozmieszczasz je w swoich regionach.
- Ghule – Gdy Ghule stają się rasą wymierającą, wszystkie pozostają na mapie i nadal mogą dokonywać podbojów wedle standardowych zasad.
- Krasnoludy – Każdy górniczy region przynosi ci dodatkowo 1 monetę zwycięstwa, nawet gdy Krasnoludy są rasą wymierającą.
- Ludzie – Na koniec tury każdy kontrolowany region pól przynosi ci dodatkowo 1 monetę zwycięstwa.
- Niziołki – Możesz rozpocząć podboje od dowolnego regionu. W pierwszych dwóch zajętych regionach zostają umieszczone norki, które czynią je nietykalnymi.
- Olbrzymy – Atakujesz regiony sąsiadujące z górami, które już zajmujesz liczbą żetonów o jeden mniejszą niż wymagana. Nadal potrzeba co najmniej jednego żetonu.
- Orkowie – Na koniec tury gracz zdobywasz 1 dodatkową monetę zwycięstwa za każdy niepusty region, jaki podbiłeś w tej turze.
- Sczuroludzie – Sama ich liczebność jest wystarczającym atutem.
- Szkielety – Podczas przegrupowania dobierz 1 dodatkowy żeton rasy z zasobnika za każde 2 niepuste regiony, jakie podbiłeś w tej turze.
- Trolle – W każdym regionie umieść legowisko, które zwiększa jego obronność o 1, nawet gdy Trolle staną się rasą wymierającą.
- Trytony – Możesz podbijać regiony nadbrzeżne liczbą żetonów o jeden mniejszą niż wymagana. Nadal potrzeba co najmniej jednego żetonu.

## Zdolności specjalne
- Alchemicy – Zdobywasz 2 dodatkowe monety zwycięstwa na koniec każdej tury, w której rasa pozostała aktywna.
- Bagienne – Na koniec tury każdy bagienny region, jaki zajmujesz przynosi ci dodatkowo 1 monetę zwycięstwa.
- Bohaterskie – Na koniec tury rozmieść bohaterów w dwóch różnych swoich regionach, które stają się tym samym nietykalne.
- Dyplomatyczne – Na koniec tury możesz wybrać jednego z graczy, którego aktywnej rasy nie atakowałeś w tej turze, a gracz ten nie może atakować twojej aktywnej rasy aż do twojej następnej tury.
- Handlujące – Na koniec tury każdy region, jaki zajmujesz przynosi ci dodatkowo 1 monetę zwycięstwa.
- Konne – Możesz podbijać wzgórza i pola liczbą żetonów o 1 mniejszą od wymaganej. Nadal potrzebujesz co najmniej jednego żetonu.
- Latające – Możesz podbijać jakiekolwiek regiony mapy, nie tylko sąsiadujące ze sobą.
- Leśne – Na koniec tury każdy leśny region, jaki zajmujesz przynosi ci dodatkowo 1 monetę zwycięstwa.
- Niezłomne – Możesz przeprowadzić akcję wymierania na koniec swojej normalnej tury, po fazie zdobywanie monet zwycięstwa.
- Obozujące – W kontrolowanych regionach rozmieść w dowolny sposób 5 obozowisk, które zwiększają obronność regionu o 1.
- Oszalałe – Możesz użyć kości posiłków przed każdym swoim podbojem.
- Plądrujące – Na koniec tury każdy niepusty region, jaki w tej turze podbiłeś przynosi ci dodatkowo 1 monetę zwycięstwa.
- Podziemne – Możesz podbijać regiony z jaskiniami liczbą żetonów o 1 mniejszą od wymaganej. Nadal potrzebujesz co najmniej 1 żetonu. Regiony z jaskiniami są traktowane jak sąsiadujące ze sobą.
- Uduchowione – Gdy uduchowiona rasa staje się wymierającą, nie liczy się do limitu posiadania jednej wymierającej rasy.
- Waleczne – Możesz podbić każdy region liczbą żetonów o 1 mniejszą od wymaganej. Nadal potrzebujesz co najmniej jednego żetonu.
- Warownie – Raz na turę umieść w swoich regionach 1 twierdzę, która przynosi 1 dodatkową monetę zwycięstwa (rasa aktywna) i zwiększa obronność regionu o 1 (także wymierająca).
- Władcy smoków – Raz na turę możesz podbić sąsiedni region używając pojedynczego żetonu rasy i umieścić w nim smoka, który czyni go nietykalnym. W każdej turze możesz użyć smoka do podboju nowego regionu.
- Wzgórzyste – Na koniec tury każdy region wzgórz, jaki zajmujesz przynosi ci dodatkowo 1 monetę zwycięstwa.
- Zamożne – Na koniec pierwszej tury obecności na mapie otrzymujesz jednorazowo dodatkowe 7 monet zwycięstwa.
- Żeglujące – Dopóki twoja żeglująca rasa jest aktywna możesz podbijać morza i jeziora. Gdy rasa jest wymierająca nadal zdobywasz za nie monety zwycięstwa.

## Dodatki

### Oficjalne dodatki
Przeklęty jest mini dodatkiem do Small World, rozszerzającym grę o kilka niemal negatywnych ras/specjalnych mocy. Wprowadzono 2 nowe rasy:

- Gobliny (6)
- Koboldy (11)

Wraz z 5 nowymi specjalnymi mocami łącznie z mocą nazywaną przeklęty, która dała nazwę dodatkowi:

- Przeklęty (0)
- Hordy (5)
- Plądrujący (5)
- Grasujący (4)
- Were- (4)[3]

Wielkie Damy Small World jest kolejnym mini dodatkiem. Rozszerza on grę o 3 „kobiecie” rasy i 2 nowe specjalne moce. Nowe rasy to:

- Cyganki (6)
- Kapłanki (4)
- Białe Panie (2)

Natomiast dodatkowe moce specjalne to:

- Historyk (5)
- Miłujący pokój (4)

Nie bój się... jest następnym dodatkiem rozszerzającym grę o 5 nowych ras, 5 nowych specjalnych mocy oraz tackę do przechowywania tokenów ze wszystkich dodatków wydanych do tej pory. Nowe rasy:

- Barbarzyńcy (9)
- Homunkulusy (5)
- Skrzaty (6)
- Wróżki (11)
- Pigmeje (6)

Oraz nowe specjalne moce:

- Barykada (4)
- Katapulta (4)
- Skorumpowany (4)
- Cesarski (4)
- Najemny (4)

Kolejny mini dodatek, Przywódcy Small World, na początku był rozdawany za darmo w Essen, i był dystrybuowany za pośrednictwem strony internetowej BoardGameGeek. Obecnie ten dodatek jest wyczerpany.
Opowiadania i Legendy, kolejny dodatek, dodający karty wydarzeń do gry.
Small World: Podziemie – Pod koniec lipca, Days of Wonder wydała pierwszy samodzielny dodatek do Small World zatytułowany „Small World: Podziemie”. Podobnie jak w pierwszej wersji, pudełko zawiera dwustronną planszę dla 2, 3, 4 lub 5 graczy, żetony gór i token korony oznaczający turę. Dodatkowo rozszerzenie uzupełniła grę o 15 nowych ras, 21 nowych specjalnych mocy jak i również o nowy element gry: popularne miejsca oraz relikty sprawiedliwych.
Nowe rasy

- Kultyści (5)
- Drowy (4)
- Ogniści (4)
- Gnomy (6)
- Żelazne krasnoludy (7)
- Krakeni (5)
- Licz (5)
- Jaszczuroludzie (7)
- Błotni (5)
- Mumie (10)
- Ogry (5)
- Mimowie cienia (7)
- Grzybki (5)
- Pajęczaki (7)
- Wola świetlików (6)

Nowe specjalne moce

- Żądni przygód (5)
- Wędkujący (4)
- Flocking[3] (5)
- Przerażeni (4)
- Nieśmiertelni (4)
- Magiczni (5)
- Męczennicy (4)
- Wydobywający (4)
- Błoto (3)
- Mistycy (4)
- Kłócący(3)
- Odrodzeni (5)
- Królewscy (5)
- Tarcza (3)
- Skała (4)
- Kradnący (4)
- Grobowi (5)
- Wampiry (5)
- Znikający (5)
- Mściwi (4)
- Mądrzy (4)

Moce reliktów/miejsc: 
Relikty

- Latające popychadło
- Pierścień Froggiego
- Śmierdzące skarpetki trolla
- Berło chciwości
- Błyszcząca kula
- Miecz zabójczego królika

Miejsca

- Ołtarz dusz
- Crypt of the Tomb-Raider[3]
- Pola diamentów
- Fontanna młodości
- Świetna mosiężna rura
- Keep on the Motherland[3]
- Kopalnia zaginionego karła
- Stonehedge[3]
- Ohydny pentagram

### Nieoficjalne dodatki
Dodatek Losowe mapy pozwala na generowanie losowych map oraz dodaje możliwość grania z szóstym graczem.
Community Compendium 1 dodaje następujące rasy i moce:

- Riverine (5)
- Tchórzliwi (5)
- Męczennicy (3)
- Traperzy (5)
- Demony (5)
- Driady (6)
- Hydry (4)

Community Compendium 2 dodaje następujące rasy i moce:

- Tajemniczy (5)
- Trener słoni (5)
- Mordercy (5)
- Licze (4)
- Nekromanci (4)
- Troglodyci (6)

Community Compendium 3 dodaje następujące rasy i moce:

- Szczęściarze
- Gargulce
- Wampiry